# Saint-Amand-Jartoudeix
Saint-Amand-Jartoudeix este o comună în departamentul Creuse din centrul Franței. În 2009 avea o populație de 173 de locuitori.

## Evoluția populației
| An        | 1975 | 1982 | 1990 | 1999 | 2006 | 2009 |
| --------- | ---- | ---- | ---- | ---- | ---- | ---- |
| Populație | 277  | 240  | 236  | 189  | 174  | 173  |